# Coll d'Ares
Coll d'Ares är ett bergspass i Spanien, på gränsen till Frankrike. Det ligger i regionen Katalonien, i den östra delen av landet, 500 km öster om huvudstaden Madrid. Coll d'Ares ligger 1 511 meter över havet.
Terrängen runt Coll d'Ares är kuperad västerut, men österut är den bergig. Coll d'Ares ligger uppe på en höjd.Runt Coll d'Ares är det mycket glesbefolkat, med 5 invånare per kvadratkilometer. Närmaste större samhälle är Sant Joan les Fonts, 17,8 km söder om Coll d'Ares. I omgivningarna runt Coll d'Ares växer i huvudsak blandskog.